# Alassane N’Diaye (Fußballspieler, 1990)
Alassane N’Diaye (* 25. Februar 1990 in Audincourt) ist ein französischer Fußballspieler.

## Karriere
N'Diaye startete 2009 seine Karriere beim Crystal Palace F.C. und spielte bis 2013 bei unterklassigen Vereinen in England. 2013 wechselte er nach Bulgarien zu Lokomotive Plowdiw. Die Saison 2014/15 verbrachte er bei Beroe Stara Sagora. Im Sommer 2015 wurde der Mittelfeldspieler vom kasachischen Erstligisten Irtysch Pawlodar verpflichtet. Im Januar 2016 unterschrieb N'Diaye einen Vertrag beim Ligarivalen Tobyl Qostanai.